# إيلنجاغ كبير
إيلنجاغ كبير وهي قرية تقع في قضاء قوشتبة في محافظة أربيل شمال العراق.